# Старозаводське
Старозаводське́ — село в Україні, в Нікопольському районі Дніпропетровської області. Входить до складу Покровської сільської громади. 
До 2020 року орган місцевого самоврядування — Приміська сільська рада. Населення — 240 мешканців.

## Географія
Село Старозаводське знаходиться на березі затоки Каховського водосховища, на відстані 3 км від села Воля. Навколо села кілька кар'єрів Покровського  ГЗК.

## Економіка
- Нікопольська сонячна електростанція